# Pseudohypaspidius antoinei
Pseudohypaspidius antoinei är en skalbaggsart som beskrevs av Soula 2002. Pseudohypaspidius antoinei ingår i släktet Pseudohypaspidius och familjen Rutelidae. Inga underarter finns listade i Catalogue of Life.